# Calochortus bruneaunis
Calochortus bruneaunis là một loài thực vật có hoa trong họ Liliaceae. Loài này được A.Nelson & J.F.Macbr. miêu tả khoa học đầu tiên năm 1913.